# Loge Moed en Volharding
Loge Moed en Volharding is een vrijmetselaarsloge in Assen opgericht in 1878, vallende onder het Grootoosten der Nederlanden.

## Geschiedenis
Deze loge is voortgekomen uit de op 29 oktober 1870 opgerichte maçonnieke sociëteit met dezelfde naam.
Onder goedkeuring van op het Grootoosten d.d. 16 juni 1878 werd de constitutiebrief opgemaakt op 26 augustus 1878. Deze loge werd echter niet geïnstalleerd in verband met het ontbreken van geschikte tempelruimte en zette haar bestaan als maçonnieke sociëteit gewoon voort tot de invoering van de nieuwe statuten van de Orde op 1 juni 1895, waarbij zij zich kon omzetten in ‘een loge met beperkte werkkring’. Hiertoe werd op 29 augustus 1895 het verzoek gedaan. De op 22 december 1895 verleende constitutiebrief voor een loge ‘met beperkte werkkring’ vermeldt dezelfde namen. Zij werd 28 maart 1896 geïnstalleerd.
Na ontvangst van een verzoek om deze loge opnieuw volledige bevoegdheid te geven, werd door het Grootoosten op 15 juni 1958 goed gevonden een aantekening daaromtrent te stellen op de oorspronkelijke constitutiebrief van 26 augustus 1878.
Vrijmetselarij · Beginselen · Geschiedenis · Symbolen · Vrijmetselaarsloge · Ordegrondwet · Obediëntie · Regulariteit en irregulariteit · Ritus · Graden · Grootmeester · Gemengde vrijmetselarij · Para-vrijmetselarij · Antivrijmetselarij · Vrijmetselarij in Nederland · Vrijmetselarij in België · Internationale vrijmetselarij
>>> Meer info op Portaal:Vrijmetselarij <<<